# Hy Lạp
Hy Lạp, quốc hiệu là Cộng hòa Hy Lạp, là một quốc gia nằm ở phía nam bán đảo Balkan, giáp với Albania, Bắc Macedonia và Bulgaria về phía bắc, Thổ Nhĩ Kỳ và biển Aegea bao bọc phía đông nam còn biển Ionia nằm ở phía tây. Phần lớn địa hình của Hy Lạp là núi non hiểm trở. Lãnh thổ Hy Lạp có rất nhiều những hòn đảo lớn nhỏ trên biển Địa Trung Hải.
Hy Lạp là một trong những nền văn minh rực rỡ nhất thời kỳ cổ đại, có ảnh hưởng sâu rộng xung quanh khu vực Địa Trung Hải và để lại nhiều di sản. Đây là nơi ra đời của nền dân chủ, triết học phương Tây, Thế vận hội Olympic cùng nhiều phát minh, nghiên cứu khoa học, nghệ thuật khác. Đến thời kỳ trung cổ, Hy Lạp trở thành một phần của Đế chế Byzantine rồi sau đó lại nằm trong Đế chế Ottoman trong gần 4 thế kỷ. Năm 1821, người Hy Lạp nổi dậy đấu tranh giành độc lập. Năm 1981, Hy Lạp trở thành thành viên của Liên minh châu Âu.
Hy Lạp ngày nay là một quốc gia phát triển, thành viên của nhiều tổ chức quốc tế như Liên Hợp Quốc, NATO, OECD, WTO.

## Từ nguyên
Tên "Hy Lạp" trong tiếng Việt bắt nguồn từ tiếng Trung. Trong tiếng Hy Lạp, nước này được gọi là Hellas (Ελλάς) hoặc Ellada (Ελλάδα) . Qua tiếng Trung, "Hellas" được phiên âm thành "希臘" (pinyin: Xīlà), đọc âm Hán Việt sẽ là "Hy Lạp"..
Trong tiếng Anh, nước này được gọi là Greece, bắt nguồn từ danh xưng Graecia trong tiếng Latin có nghĩa là Vùng đất của tộc  Graeci (Γραικοί, Graikoí; dạng số ít Γραικός, Graikós). Tộc này là một trong số các tộc Hy Lạp đầu tiên di cư đến miền Nam đất nước Ý ngày nay. Tộc danh này nhiều khả năng bắt nguồn từ căn tố Ấn-Âu nguyên thủy *ǵerh₂- "già đi".

## Lịch sử

### Thời kỳ tiền sử

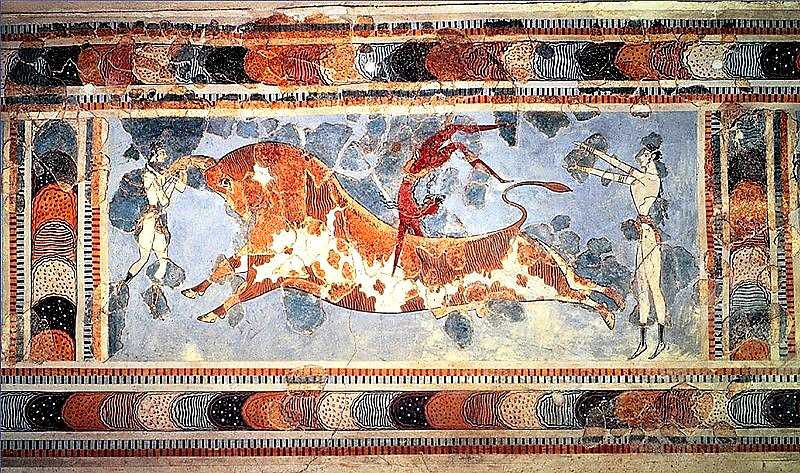
Một bức tranh tường miêu tả cảnh đấu bò tại cung điện Knossos

Vào Thời kỳ Đồ Đồng, tại Hy Lạp đã xuất hiện hai nền văn minh lớn là nền văn minh Minoan trên đảo Crete và nền văn minh Mycenae trên bán đảo Peloponnese thuộc miền nam Hy Lạp.
Nền văn minh Minoan đạt đến đỉnh cao trên đảo Crete vào khoảng năm 2700 đến 1450 trước Công nguyên. Nền kinh tế của họ chủ yếu dựa trên sản xuất nông nghiệp và hoạt động ngoại thương với các quốc gia láng giềng. Người Minoan đã sản xuất ra nhiều loại đồ gốm chất lượng cao và xây dựng được nhiều đền đài tráng lệ. Dấu tích của những công trình vẫn còn tồn tại đến ngày nay trên đảo Crete, một trong số đó là quần thể cung điện tại Knossos. Đến khoảng năm 1600 trước Công nguyên, nền văn minh Mycenae trên bán đảo Peloponnese đã phát triển thịnh vượng và lấn át nền văn minh Minoan đang tan rã. Họ đã xây dựng được nhiều thành phố lớn giàu có và thiết lập các mối quan hệ ngoại thương với các quốc gia láng giềng. Thế nhưng đến khoảng năm 1200 TCN, trước sự đe dọa của ngoại xâm, các thành trì tại Mycenae đã bị bỏ phế, buôn bán với nước ngoài bị đình trệ. Nền văn minh Mycenae sụp đổ đã dẫn tới một thời kỳ khủng hoảng tại Hy Lạp kéo dài hơn 3 thế kỉ với tên gọi Kỷ nguyên Bóng tối.

### Hy Lạp cổ đại

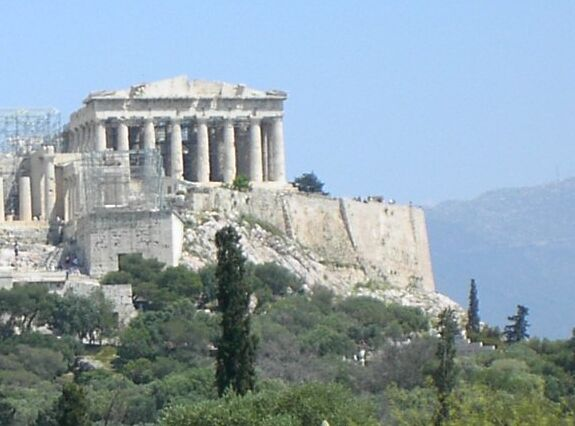
Đền Parthenon trên đồi Acropolis

Khoảng thế kỷ VIII trước Công nguyên, Hy Lạp bắt đầu thoát ra khỏi Kỷ nguyên Bóng tối. Kinh tế, đặc biệt là ngoại thương được đẩy mạnh với các cơ sở thương mại được thành lập tại rất nhiều nơi. Dân số Hy Lạp tăng nhanh trong khi đất đai có hạn đã dẫn tới dòng người Hy Lạp di cư ra khắp các vùng tại Địa Trung Hải, đặc biệt là miền nam Ý và thành lập những thành phố mới độc lập với các thành phố quê hương của họ. Nền kinh tế phát triển đã khiến Hy Lạp trở nên rất giàu có. Đơn vị hành chính cơ bản ở Hy Lạp cổ đại là các thành bang. Thông thường giữa các thành bang hay xảy ra xung đột với nhau để tranh giành lãnh thổ, trong đó hai thành bang Athens và Sparta là có ảnh hưởng đặc biệt trong lịch sử của Hy Lạp. Thời kỳ đầu, các thành bang theo chế độ quân chủ. Nhưng về sau, đặc biệt là ở Athens, nền dân chủ đã được thành lập, dù Sparta vẫn còn giữ vững chế độ quân chủ trong suốt lịch sử tồn tại của họ. Tuy nhiên chế độ dân chủ ở Hy Lạp cổ rất khác so với ngày nay vì chỉ có những công dân nam giới mới được quyền bầu cử. Chế độ chiếm hữu nô lệ phát triển mạnh ở Hy Lạp cổ đại.
Năm 490 trước Công nguyên, Hy Lạp đã đánh bại quân Ba Tư xâm lược tại trận Marathon nổi tiếng. Và đến năm 480, thủy binh Ba Tư lại phải chịu thất bại nặng nề trong trận thủy chiến Salamis. Những trận chiến này đã khẳng định sức mạnh quân sự hùng hậu của Hy Lạp. Dưới thời Vua Alexandros Đại đế của Vương quốc Macedonia, người Hy Lạp đã có những cuộc bành trướng rộng khắp sang Ai Cập, Ba Tư và Ấn Độ. Những cuộc chinh phục của ông đã dẫn tới sự định cư và thống trị của người Hy Lạp tại nhiều vùng đất xa xôi và làm ảnh hưởng văn hóa của Hy Lạp lan rộng hơn bao giờ hết. Thời kỳ này được gọi là Thời kỳ Hy Lạp hóa. Về sau, khi Đế chế La Mã thành lập và trở nên hùng mạnh, Hy Lạp đã trở thành một tỉnh của La Mã nhưng những ảnh hưởng văn hóa của Hy Lạp cổ đại vẫn được duy trì và phát triển.
Văn hóa Hy Lạp có ảnh hưởng sâu rộng đến La Mã và nền văn minh phương Tây hiện đại. Một trong những tác phẩm nổi tiếng nhất của văn học Hy Lạp cổ đại là thần thoại Hy Lạp, một tập hợp gồm nhiều truyền thuyết về các vị thần như Zeus, Hera, Athena, Apollo... Triết học Hy Lạp là nền móng của triết học phương Tây với các nhà triết học nổi tiếng như Thales, Platon, Aristote... Toán học và khoa học Hy Lạp đạt được khá nhiều thành tựu rực rỡ với các nhà khoa học bậc thầy như Pythagoras, Archimedes. Họ đã phát minh ra những định lý cơ sở cho toán học và khoa học hiện đại. Kiến trúc Hy Lạp cũng đạt được nhiều thành tựu to lớn với các công trình tiêu biểu như đền Parthenon, các khu di tích Olympia, Delphi với hàng loạt các đền đài, quảng trường, nhà hát, sân vận động khác. Hy Lạp cũng là nơi ra đời Thế vận hội (Olympic) đầu tiên vào năm 776 trước Công nguyên và được tổ chức 4 năm một lần, khởi nguồn của Thế vận hội Olympic hiện đại ngày nay.

### Hy Lạp thời Trung cổ

Tháp Trắng Thessaloniki, một trong những công trình nổi tiếng, mang kiến trúc Ottoman còn sót lại tại Hy Lạp

Vào khoảng cuối thế kỷ III, Đế chế La Mã phân chia thành hai phần: phía tây và phía đông. Hy Lạp trở thành một phần của Đế chế Đông La Mã, sau này đổi tên thành Đế chế Byzantine. Đế chế Byzantine là một nhà nước trung cổ theo đạo Cơ đốc, trong đó tiếng Hy Lạp là ngôn ngữ chính thức. Thế kỷ XI và thế kỷ XII là thời kỳ hoàng kim của Đế chế Byzantine. Tuy nhiên sau đó, đế chế này đã dần dần bị suy yếu trước những cuộc tấn công của người Hồi giáo và cuối cùng sụp đổ vào năm 1453.
Dưới sự cai trị tàn bạo của Đế chế Ottoman theo Hồi giáo, một bộ phận lớn trí thức người Hy Lạp đã nhập cư vào Tây Âu, đặc biệt là Ý. Họ đã góp phần rất lớn trong Phong trào Phục hưng tại châu Âu thời trung cổ. Một bộ phận khác thì rời bỏ bán đảo Hy Lạp và đến sống tại những vùng núi hoang vu hẻo lánh hay những hòn đảo trên biển Aegean, nơi mà Đế chế Ottoman không thể áp đặt hệ thống chính trị và tôn giáo của họ lên người Hy Lạp. Những cộng đồng người Hy Lạp được củng cố với nhau do cùng chung cơ sở tôn giáo là Chính thống giáo và tôn giáo đã đóng vai trò khá quan trọng trong cuộc chiến tranh giành độc lập cho Hy Lạp sau này.

### Nước Hy Lạp hiện đại thành lập

Lá cờ của Hy Lạp trong cuộc chiến giành độc lập năm 1821

Tháng 3 năm 1821, cuộc chiến tranh giành độc lập Hy Lạp chống lại Đế chế Ottoman bùng nổ mạnh mẽ. Cuộc chiến này kéo dài cho đến tận năm 1829, khi nền độc lập của nước Hy Lạp non trẻ chính thức được công nhận tại Nghị định thư Luân Đôn. Năm 1832, Đế chế Ottoman đã phải thừa nhận nền độc lập của Hy Lạp trong Hiệp ước Constantinople. Vào năm 1827, Ioannis Kapodistrias được chọn là người đứng đầu chính phủ cộng hòa tuy nhiên ngay sau đó, nền cộng hòa đã bị giải tán và thay thế bởi chế độ quân chủ. Vị vua đầu tiên là Othon của Hy Lạp, một người thuộc dòng họ Wittelsbach. Đến năm 1863, vua Othon bị phế truất và thay thế bởi hoàng tử Vilhelm của Đan Mạch, thuộc dòng họ Oldenburg. Vilhelm đã đăng quang danh hiệu vua Hy Lạp với tên gọi Georgios I của Hy Lạp và mang theo một món quà của nước Anh: ngày 29 tháng 3 năm 1864, chủ quyền của quần đảo Ionia đã được Anh chuyển giao cho Hy Lạp và đến ngày 28 tháng 5 năm 1864, quần đảo này đã được thống nhất với Hy Lạp.
Sau khi giành được độc lập, nền kinh tế Hy Lạp đã phát triển nhanh chóng, những cải cách chính trị được thực hiện. Năm 1877, thủ tướng Charilaos Trikoupis đã cắt giảm bớt quyền lực của hoàng gia Hy Lạp. Năm 1896, Thế vận hội hiện đại đầu tiên đã được tổ chức tại thành phố Athens.
Cuộc chiến tranh Balkan (1912-1913) đã dẫn tới việc các vùng Crete, Chios, Samos và miền nam Macedonia, trong đó có Thessaloniki được sáp nhập vào Hy Lạp. Năm 1913, vua Georgios I bị ám sát tại Thessaloniki và được thay thế bởi người con cả là vua Konstantinos I của Hy Lạp. Trong Chiến tranh thế giới thứ nhất, Hy Lạp đã tham gia vào phe Entente chống lại Đức và Áo. Điều này đã gây ra xung đột giữa nhà vua và thủ tướng Eleftherios Venizelos và cuối cùng dẫn đến việc vua Konstantinos I phải nhường ngôi cho con trai đồng thời gây ra sự chia rẽ về chính trị tại Hy Lạp.

Tranh chấp lãnh thổ về khu vực Smyrna thuộc Tiếu Á cũng dẫn tới cuộc chiến tranh Hy Lạp - Thổ Nhĩ Kỳ (1919-1922) giữa người Hy Lạp và những người người cách mạng Thổ Nhĩ Kỳ. Cuối cùng, người Hy Lạp bại trận, Hiệp ước Lausanne được ký kết vào năm 1923 đã định ra đường biên giới ngày nay và định ra việc trao đổi dân cư giữa hai nước. Năm 1936, tướng Ioannis Metaxas thiết lập chế độ độc tài tại Hy Lạp, còn gọi là chế độ mùng 4 tháng 8.

Xe tăng tấn công Đại học Bách khoa Athens năm 1973

### Chiến tranh thế giới thứ hai, hậu chiến vàchế độ độc tài
Ngày 28 tháng 10 năm 1940, nhà độc tài Ý Benito Mussolini gửi tối hậu thư yêu cầu Hy Lạp đầu hàng và cho quân phát xít chiếm đóng lãnh thổ. Người Hy Lạp đã kiên quyết nói không và đứng về phe Đồng Minh chống lại lực lượng phát xít. Ngay lập tức, quân phát xít Ý đã tràn vào chiếm đóng Hy Lạp từ miền nam Albania nhưng đã vấp phải sự kháng cự hiệu quả của quân đội Hy Lạp. Tiếp theo đó là trận đánh tại dãy núi Pinlus đã khiến cho quân Mussolini bị đẩy lùi. Lúc đó, Adolf Hitler mới nhận ra vị trí chiến lược của Hy Lạp và hạ lệnh cho quân phát xít Đức và Bulgaria tràn vào lãnh thổ nước này.
Sự xâm lược của phát xít Đức vào ngày 6 tháng 4 năm 1941 đã hoàn thành việc chiếm đóng toàn bộ lãnh thổ Hy Lạp. Nước này trở thành một chiến trường ác liệt cho đến ngày 12 tháng 10 năm 1944, khi thành phố Athens được quân Đồng Minh giải phóng. Trong thời gian cai trị của phát xít Đức, nhiều người Do Thái tại Hy Lạp đã bị đẩy vào các trại tập trung và giết hại. Nạn đói sau chiến tranh đã giết chết khoảng 300.000 người.
Sau khi được giải phóng khỏi ách cai trị của phát xít Đức, cuộc nội chiến Hy Lạp bùng nổ giữa những người cánh tả và cánh hữu. Cuộc chiến kéo dài từ năm 1946 đến năm 1949, khi lực lượng cánh tả bị đánh bại tại trận Grammos-Vitsi. Trong các thập niên 1950, 1960, Hy Lạp đã đạt được tốc độ tăng trưởng kinh tế nhanh và vững chắc do nằm trong Kế hoạch Marshall của Mỹ.
Bắt đầu từ năm 1965, Hy Lạp lâm vào một cuộc khủng hoảng chính trị khiến tình hình đất nước trở nên hỗn loạn. Ngày 21 tháng 8 năm 1967, một cuộc đảo chính được Mỹ ủng hộ đã diễn ra, lật đổ chính phủ dân chủ và thành lập một chế độ độc tài quân sự với tên gọi Chế độ Đại tá. Những năm sau đó, rất nhiều người cánh tả và cộng sản tại Hy Lạp đã bị bắt giữ và tra tấn hết sức dã man. Nhiều chính trị gia phải chạy sang các nước khác như Pháp và Thụy Điển để xin tị nạn. Vào tháng 11 năm 1973, sinh viên trường Đại học Bách khoa Athens nổi dậy chống lại chế độ độc tài nhưng cuộc nổi dậy nhanh chóng bị dập tắt, xe tăng được điều đến tấn công trường đại học và tàn sát sinh viên.
Ngày 20 tháng 7 năm 1974, Thổ Nhĩ Kỳ tấn công đảo Síp. Cuộc khủng hoảng sau đó đã dẫn đến sự sụp đổ của chế độ độc tài tại Hy Lạp vào ngày 23 tháng 7 năm 1974.

### Hy Lạp ngày nay (từ năm 1975 đến nay)

Tràng pháo hoa mở màn Olympic 2004 tại Athens, Hy Lạp

Ngay sau khi chế độ độc tài sụp đổ, cựu thủ tướng Konstantinos Karamanlis đã từ Pháp trở về Hy Lạp và thành lập Đảng Dân chủ Mới. Chính phủ dân chủ được tái thành lập tại Hy Lạp và bản hiến pháp dân chủ của nước cộng hòa được ban hành vào năm 1975. Chế độ quân chủ ở Hy Lạp chính thức bị giải tán trong một cuộc trưng cầu dân ý cùng năm. Sau đó, Andreas Papandreou cũng trở về từ Mỹ và thành lập Phong trào Xã hội Chủ nghĩa Hy Lạp.
Về đối ngoại, mối quan hệ vốn thường xuyên căng thẳng với Thổ Nhĩ Kỳ đã dần dần được cải thiện. Mùa hè năm 1999, những trận động đất lớn đã tấn công hai quốc gia này, và những hoạt động cứu trợ nhau sau đó giữa Hy Lạp và Thổ Nhĩ Kỳ đã góp phần làm ấm lại mối quan hệ giữa hai nước.
Ngày 1 tháng 1 năm 1981, Hy Lạp trở thành thành viên thứ 10 của Liên minh châu Âu. Nền kinh tế Hy Lạp đã phát triển rất nhanh chóng, với một nguồn vốn đầu tư lớn của nước ngoài đổ vào Hy Lạp để hiện đại hóa hệ thống hạ tầng cơ sở của nước này, xây dựng nền kinh tế Hy Lạp theo hướng hiện đại. Dịch vụ và du lịch ngày càng phát triển đã góp phần nâng cao mức sống của người dân. Năm 2001, Hy Lạp tham gia vào nhóm các nước sử dụng đồng tiền chung châu Âu euro và sau đó tổ chức thành công Thế vận hội 2004.
Gần đây, Hy Lạp đã hứng chịu hậu quả rất nặng nề từ cuộc suy thoái kinh tế cuối những năm 2000 và là trung tâm của cuộc khủng hoảng nợ châu Âu. Do áp dụng đồng euro, khi Hy Lạp trải qua cuộc khủng hoảng tài chính, họ không còn có thể phá giá đồng tiền để lấy lại khả năng cạnh tranh. Tỉ lệ thất nghiệp của thanh niên đặc biệt cao trong những năm 2000. Cuộc khủng hoảng nợ của chính phủ Hy Lạp, và các chính sách thắt lưng buộc bụng, đã dẫn đến nhiều cuộc biểu tình.
Trong cuộc bầu cử vào tháng 5 năm 2012, tầm ảnh hưởng của các đảng chính trị Hy Lạp cổ đại, PASOK và Dân chủ Mới, đã giảm từ 43% xuống còn 13% và từ 33% xuống còn 18% do sự ủng hộ của họ đối với các biện pháp thắt chặt. Đảng cánh tả SYRIZA đã trở thành đảng lớn thứ hai, với mức tăng từ 4% lên 16%. Không đảng nào có thể thành lập một chính phủ bền vững, dẫn đến cuộc bầu cử tháng 6 năm 2012. Kết quả của cuộc bầu cử lần thứ hai là sự hình thành của một chính phủ liên hiệp gồm Dân chủ Mới (29%), Phong trào Xã hội Chủ nghĩa Hy Lạp đứng thứ hai (12%) và Đảng Dân chủ Trái (6%).
Alexis Tsipras chiến thắng trong cuộc tổng tuyển cử được tổ chức vào ngày 25 tháng 1 năm 2015, chỉ còn lại hai ghế. Sáng hôm sau, Tsipras đã đạt được thỏa thuận với đảng Hy Lạp độc lập để thành lập một liên minh và ông đã tuyên thệ nhậm chức Thủ tướng Hy Lạp. Tsipras đã kêu gọi tổ chức bầu cử vào tháng 8 năm 2015 sau khi ông này từ chức, dẫn tới một chính quyền chăm sóc hàng tháng do thẩm phán Vassiliki Thanou-Christophilou, thủ tướng nữ đầu tiên của Hy Lạp đứng đầu. Tuy nhiên, trong cuộc tổng tuyển cử vào tháng 9 năm 2015, Tsipras lại tái đắc cử, đảng Syriza do ông lãnh đạo đã giành 145 ghế trong số 300 ghế và tái lập liên minh với những người Hy Lạp độc lập.
Năm 2019, Kyriakos Mitsotakis trở thành thủ tướng sau khi Đảng Dân chủ Mới của ông thắng cử trong cuộc bầu cử Quốc hội. Năm 2020, Katerina Sakellaropoulou được bầu làm nữ tổng thống đầu tiên của Hy Lạp. Tháng 2 năm 2024, Hy Lạp trở thành quốc gia Chính thống giáo Đông phương đầu tiên công nhận hôn nhân cùng giới và quyền nhận nuôi con của cặp đôi cùng giới.

## Địa lý

### Lãnh thổ

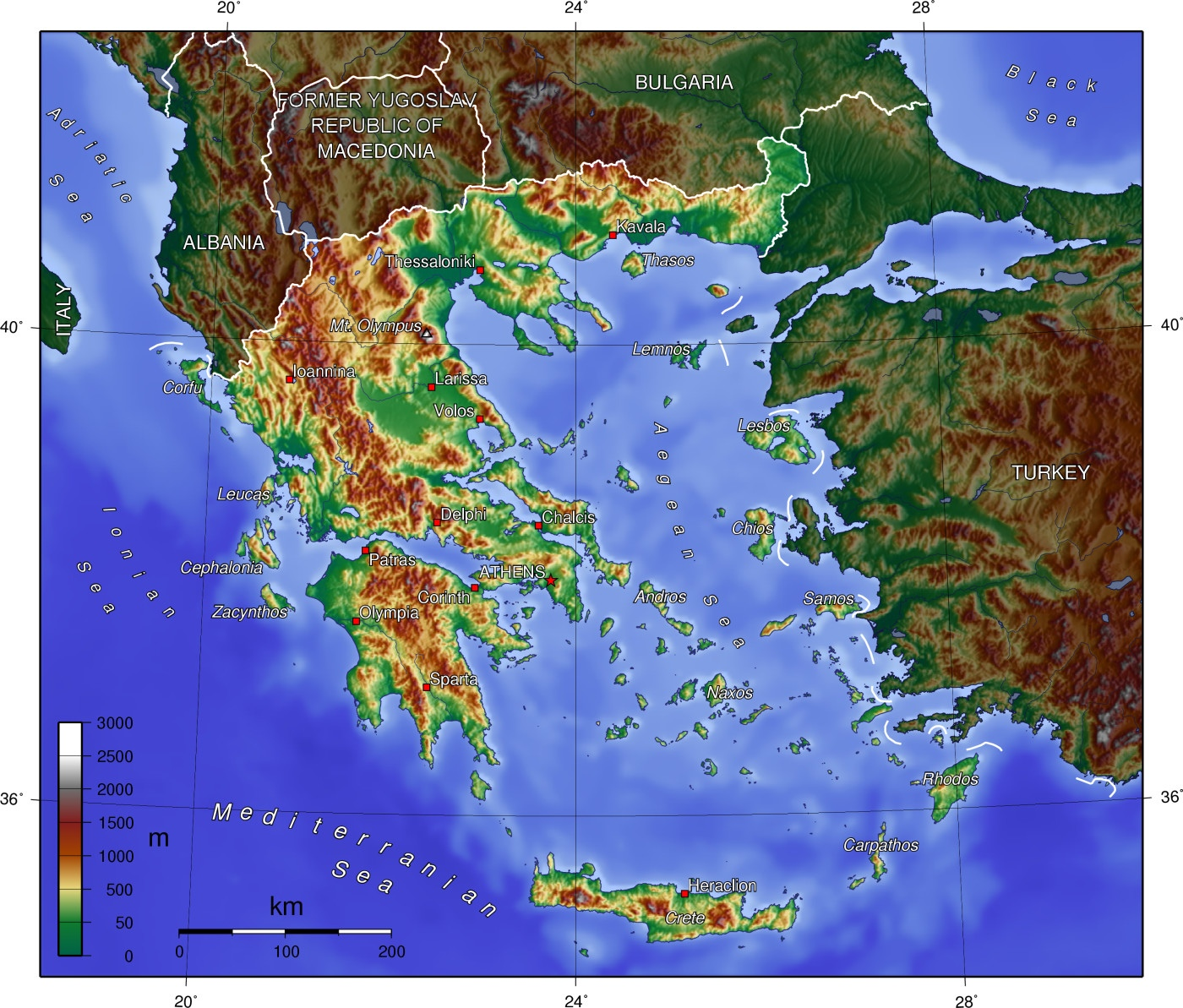
Bản đồ mô phỏng địa hình Hy Lạp

Lãnh thổ Hy Lạp bao gồm phần đất liền nằm trên bán đảo Balkan và khoảng 3000 hòn đảo nằm trên biển Ionia, Địa Trung Hải và biển Aegean. Những đảo lớn nhất của Hy Lạp là đảo Crete, Rhodes, Corfu. Tổng diện tích của Hy Lạp là 131.940 km², trong đó phần nước chiếm tỉ lệ 0,9%.
Đường biên giới trên bộ của Hy Lạp dài tổng cộng 1935 km. Hy Lạp chia sẻ đường biên giới chung với các quốc gia là Albania (282 km), Bulgaria (494 km), Thổ Nhĩ Kỳ (931 km) và Cộng hòa Macedonia (228 km). Mặc dù có diện tích nhỏ nhưng do có nhiều đảo và quần đảo nên chiều dài đường bờ biển của Hy Lạp rất lớn, lên tới 130.800 km và đứng thứ 10 trên thế giới về độ dài đường bờ biển.

### Địa hình
Đất nước Hy Lạp có địa hình khá hiểm trở với khoảng 80% diện tích là đồi núi. Nằm ở trung tâm đất nước Hy Lạp là dãy núi Pinlus hùng vĩ với độ cao trung bình là 2636 m so với mực nước biển. Dãy núi Pinlus là một nhánh mở rộng của dãy Alps Dinaric trên bán đảo Balkan và còn tiếp tục trải dài qua bán đảo Peloponnese, mở rộng xuống phía nam tạo thành rất nhiều hòn đảo lớn nhỏ trên biển Aegean, cuối cùng kết thúc ở đảo Crete. Những hòn đảo trên biển Aegean của Hy Lạp chính là đỉnh của những dãy núi chạy ngầm bên dưới đáy biển. Phia bắc của Hy Lạp có dãy núi Rhodope làm thành một đường biên giới tự nhiên giữa Hy Lạp và Bulgaria. Núi Olympus là đỉnh núi cao nhất Hy Lạp, cao 2919 m. Đây được cho là nơi ở của những vị thần Hy Lạp vào thời cổ đại và ngày nay trở thành một địa điểm leo núi hấp dẫn tại Hy Lạp.

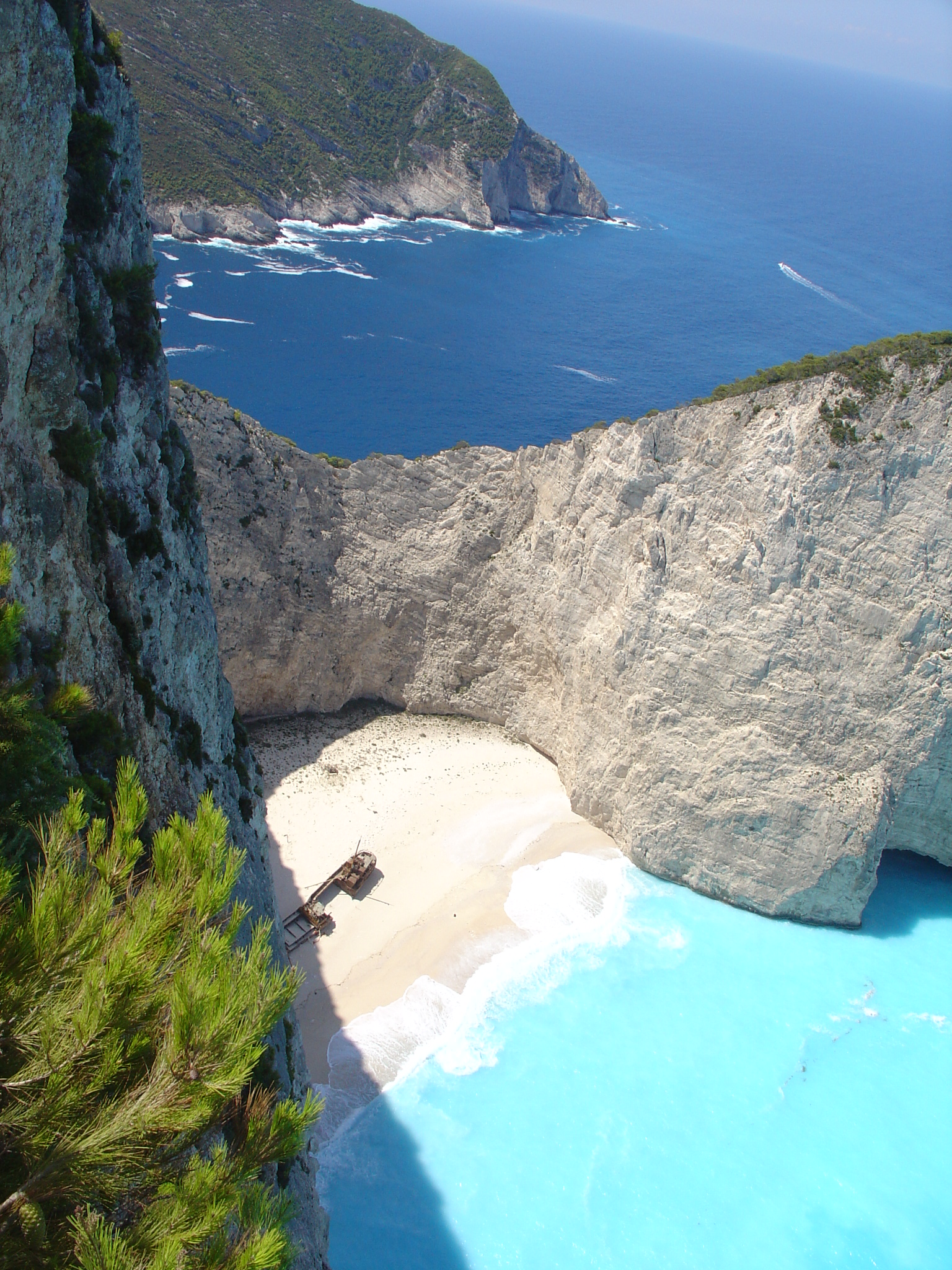
Vịnh Navagio ở Zakynthos

Các đồng bằng chiếm diện tích rất nhỏ tại Hy Lạp và tập trung ở các vùng Thessaly, Trung Macedonia và Thrace. Đây là những nơi có nhiều đất đai màu mỡ đồng thời là những vùng tập trung đông dân cư tại Hy Lạp.
Các sông ở Hy Lạp thường ngắn và dốc, một số sông nhỏ thường hay bị khô cạn vào mùa hè. Các con sông là một nguồn cung cấp thủy điện lớn cho Hy Lạp. Nước này còn có nhiều tài nguyên khoáng sản phong phú như nhôm, than non, magie, kẽm, niken, dầu hỏa.

### Khí hậu

Phân loại khí hậu Köppen của Hy Lạp

Địa hình có ảnh hưởng quan trọng đối với khí hậu của Hy Lạp. Ví dụ như sườn phía tây của dãy núi Pinlus hứng gió nhiều hơn so với phần phía đông, cho nên có độ ẩm và lượng mưa cao hơn hẳn so với sườn phía đông bị khuất gió.
Khí hậu Hy Lạp có thể chia thành 3 kiểu khí hậu chính: khí hậu Địa Trung Hải, khí hậu núi cao và khí hậu ôn hòa. Khí hậu Địa Trung Hải là loại khí hậu chủ yếu ở Hy Lạp với một mùa đông ấm áp và mưa nhiều, song thỉnh thoảng cũng có thể có tuyết rơi ở những quần đảo xa về phía nam Hy Lạp. Mùa hạ thường rất nóng và khô hạn. Chính đặc điểm này của khí hậu Địa Trung Hải đã dẫn đến những vụ cháy rừng rất lớn tại Hy Lạp, gây ra nhiều thiệt hại về người và của. Gần đây nhất vào tháng 8 năm 2007, một vụ cháy rừng đã lan rộng khắp đất nước Hy Lạp khiến 64 người chết và gây thiệt hại 1,6 tỷ đô la Mỹ. Khí hậu núi cao phân bố chủ yếu ở những vùng núi phía tây bắc Hy Lạp, bán đảo Peloponnese và dãy núi Pinlus. Tại những vùng này, khí hậu thay đổi theo độ cao. Khí hậu ôn hòa có diện tích phân bố nhỏ, tập trung ở vùng đông bắc Hy Lạp với nhiệt độ mát mẻ hơn so với khí hậu Địa Trung Hải và có lượng mưa vừa phải.
Thủ đô Athens của Hy Lạp thuộc kiểu khí hậu chuyển tiếp giữa Địa Trung Hải và ôn hòa. Nhiệt độ trung bình cao nhất tại đây vào tháng 7 là 33,5 °C, còn nhiệt độ trung bình thấp nhất vào tháng 1 là 5,2 °C. phía bắc của thành phố Athens có kiểu khí hậu ôn hòa trong khi những vùng phía nam lại mang khí hậu Địa Trung Hải.

### Thực vật và động vật

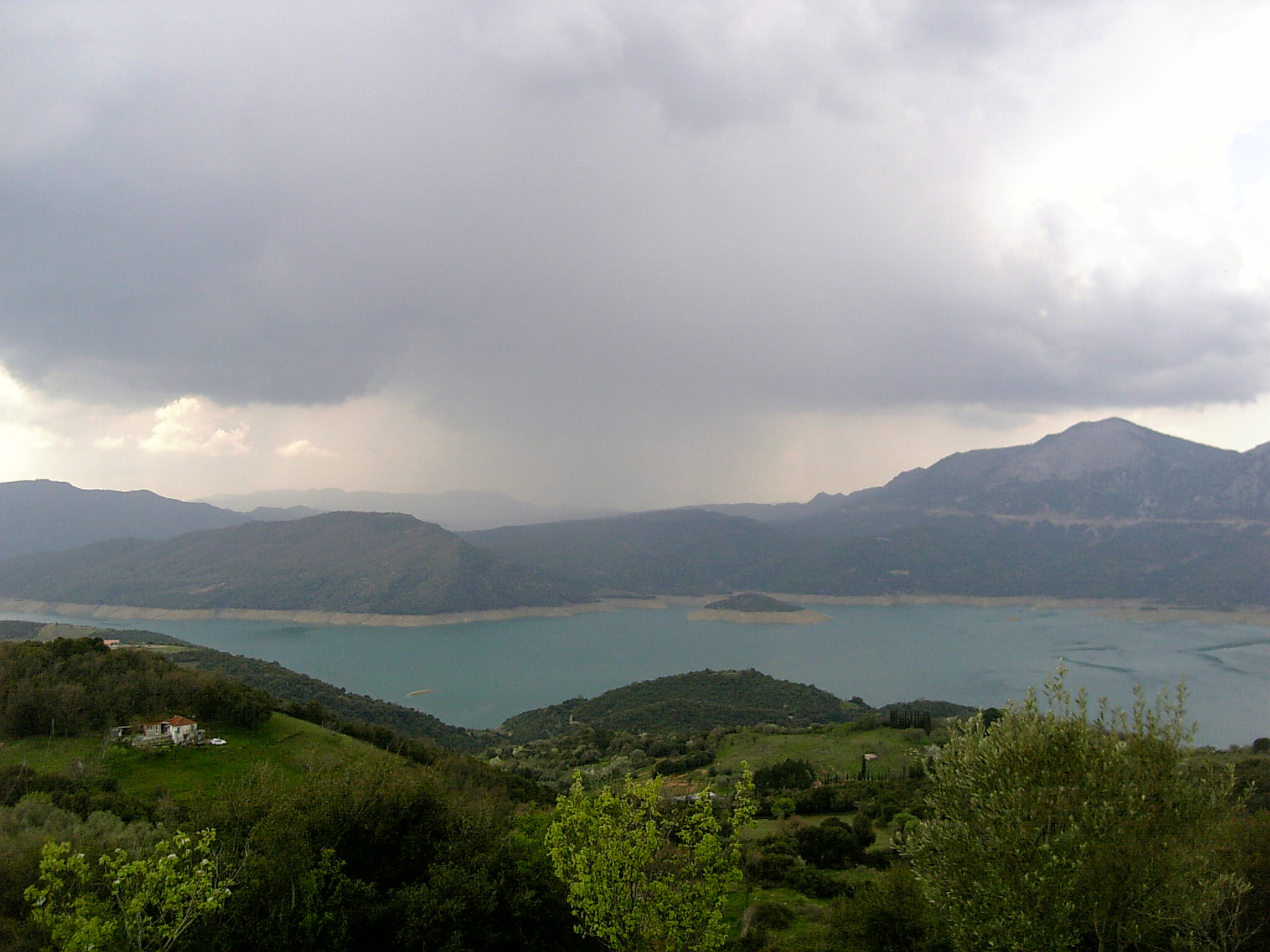
Hồ Kremasta

Rừng chiếm khoảng 50% diện tích đất đai tại Hy Lạp với nhiều loài thực vật đa dạng, phong phú. Nguyệt quế là loài cây biểu trưng của đất nước Hy Lạp và đã được dùng làm vòng nguyệt quế cho những nhà vô địch thể thao thời xưa. Tại những vùng đồng bằng ở Hy Lạp có rất nhiều rừng cây ô liu xanh tốt. Còn tại những vùng núi phía bắc có những cánh rừng linh sam và thông đen. Rừng sồi và dẻ mọc ở những vùng thấp hơn, bên cạnh đó còn có những cánh đồng trồng nho. Các loài cây quen thuộc khác ở Hy Lạp là hoa giấy, hoa nhài, mimosa, trúc đào, hoa huệ xạ...
Hy Lạp có một hệ động vật khá đa dạng. Tại những vùng rừng núi ở Hy Lạp có gấu nâu, linh miêu, chó sói, cáo, hươu, nai... Hệ sinh vật biển tại Hy Lạp cũng rất phong phú với các loài như hải cẩu, rùa biển, mực, bạch tuộc, cá heo, cá voi.

## Chính trị
Hy Lạp là một nước cộng hòa đại nghị. Hiến pháp Hy Lạp hiện hành được ban hành vào năm 1975 sau khi Chính quyền Quân sự Hy Lạp sụp đổ và đã được sửa đổi, bổ sung bốn lần. Hiến pháp quy định tam quyền phân lập giữa nhánh hành pháp, lập pháp, tư pháp và đảm bảo các quyền công dân, quyền xã hội.
Quốc hội là cơ quan lập pháp đơn viện, gồm 300 nghị sĩ. Chính phủ và tổng thống thực hiện quyền hành pháp. Tổng thống là nguyên thủ quốc gia mang tính nghi lễ, do Quốc hội bầu với nhiệm kỳ năm năm. Thủ tướng là người đứng đầu chính phủ, thường là lãnh đạo của đảng chiếm đa số trong Quốc hội. Tổng thống chính thức bổ nhiệm thủ tướng và bổ nhiệm, miễn nhiệm thành viên Nội các theo đề nghị của thủ tướng.

### Luật pháp
Tòa án thực hiện quyền tư pháp độc lập. Hệ thống tư pháp được chia thành tòa án ngạch tư pháp và tòa án ngạch hành chính, gồm ba tòa án tối cao: Tòa án dân sự và hình sự tối cao, Tham chính viện và Tòa kiểm toán.

### Đối ngoại

Cơ quan đại diện ngoại giao của Hy Lạp ở nước ngoài: đại sứ quán
đại sứ quán ở nước thứ ba
tổng lãnh sự quán
không có quan hệ ngoại giao
Hy Lạp

Hy Lạp là một thành viên sáng lập của Liên Hợp Quốc và là thành viên Ủy hội châu Âu, Liên minh châu Âu, Liên minh Địa Trung Hải, NATO và Cộng đồng Pháp ngữ.
Bộ Ngoại giao thi hành chính sách đối ngoại của Hy Lạp dưới sự lãnh đạo của bộ trưởng ngoại giao. Bộ trưởng Ngoại giao đương nhiệm là Giorgos Gerapetritis. Bộ Ngoại giao có nhiệm vụ thay mặt Hy Lạp về đối ngoại; bảo vệ quyền lợi của nhà nước và công dân Hy Lạp ở nước ngoài; quảng bá văn hóa Hy Lạp; tăng cường mối quan hệ với người Hy Lạp ở nước ngoài; và thúc đẩy hợp tác quốc tế. Hy Lạp có mối quan hệ đặc biệt với Síp, Ý, Pháp, Armenia, Úc, Israel, Hoa Kỳ và Vương quốc Anh.

### Phân cấp hành chính
Hy Lạp được chia thành 13 vùng và 1 khu tự trị. Các tỉnh của Hy Lạp bao gồm 9 vùng nằm trên đất liền (bán đảo Hy Lạp) và 4 vùng thuộc các đảo và quần đảo. Riêng Núi Athos, một khu vực dành riêng cho những tu sĩ nam theo Chính thống giáo được công nhận là một nước cộng hòa tự trị bán độc lập thuộc chủ quyền của Hy Lạp. Đây là một bán đảo nhỏ nằm ở phía đông nam tỉnh Trung Macedonia. Tiếp đó, 13 vùng của Hy Lạp lại được chia tiếp thành 54 huyện.
|      | \| Stt \| Vùng \| Thủ phủ \| Diện tích (km²) \| Diện tích (sq. mi.) \| Dân số[38] \| GDP bình quân đầu người(Euro)[39] \| \| ---- \| --------------------------- \| ------------ \| --------------- \| ------------------- \| ---------- \| --------------------------------- \| \| 1 \| Attica \| Athens \| 3,808.10 \| 1,470.32 \| 3,828,434 \| €103.334 \| \| 2 \| Trung Hy Lạp \| Lamia \| 15,549.31 \| 6,003.62 \| 547,390 \| €12.530 \| \| 3 \| Trung Makedonías \| Thessaloniki \| 18,810.52 \| 7,262.78 \| 1,882,108 \| €34.458 \| \| 4 \| Crete \| Heraklion \| 8,259 \| 3,189 \| 623,065 \| €12.854 \| \| 5 \| Đông Makedonías-Thrace \| Komotini \| 14,157.76 \| 5,466.34 \| 608,182 \| €9.054 \| \| 6 \| Ípiros \| Ioannina \| 9,203.22 \| 3,553.38 \| 336,856 \| €5.827 \| \| 7 \| Ionia \| Kérkyra \| 2,306.94 \| 890.71 \| 207,855 \| €4.464 \| \| 8 \| Bắc Egeo \| Mytilene \| 3,835.91 \| 1,481.05 \| 199,231 \| €3.579 \| \| 9 \| Peloponnesos \| Tripoli \| 15,489.96 \| 5,980.71 \| 577,903 \| €11.230 \| \| 10 \| Nam Egeo \| Ermoupoli \| 5,285.99 \| 2,040.93 \| 309,015 \| €7.816 \| \| 11 \| Thessaly \| Larissa \| 14,036.64 \| 5,419.58 \| 732,762 \| €12.905 \| \| 12 \| Tây Hy Lạp \| Patras \| 11,350.18 \| 4,382.33 \| 679,796 \| €12.122 \| \| 13 \| Tây Makedonías \| Kozani \| 9,451 \| 3,649 \| 283,689 \| €5.564 \| \| Stt \| Cộng hòa tự trị bán độc lập \| Thủ phủ \| Diện tích (km²) \| Diện tích (sq. mi.) \| Dân số \| GDP (bn) \| \| (14) \| Ayion Oros \| Karyes \| 390 \| 151 \| 1,830 \| — \| |              |                 |                     |           |                               |
| Stt  | Vùng | Thủ phủ      | Diện tích (km²) | Diện tích (sq. mi.) | Dân số    | GDP bình quân đầu người(Euro) |
| 1    | Attica | Athens       | 3,808.10        | 1,470.32            | 3,828,434 | €103.334                      |
| 2    | Trung Hy Lạp | Lamia        | 15,549.31       | 6,003.62            | 547,390   | €12.530                       |
| 3    | Trung Makedonías | Thessaloniki | 18,810.52       | 7,262.78            | 1,882,108 | €34.458                       |
| 4    | Crete | Heraklion    | 8,259           | 3,189               | 623,065   | €12.854                       |
| 5    | Đông Makedonías-Thrace | Komotini     | 14,157.76       | 5,466.34            | 608,182   | €9.054                        |
| 6    | Ípiros | Ioannina     | 9,203.22        | 3,553.38            | 336,856   | €5.827                        |
| 7    | Ionia | Kérkyra      | 2,306.94        | 890.71              | 207,855   | €4.464                        |
| 8    | Bắc Egeo | Mytilene     | 3,835.91        | 1,481.05            | 199,231   | €3.579                        |
| 9    | Peloponnesos | Tripoli      | 15,489.96       | 5,980.71            | 577,903   | €11.230                       |
| 10   | Nam Egeo | Ermoupoli    | 5,285.99        | 2,040.93            | 309,015   | €7.816                        |
| 11   | Thessaly | Larissa      | 14,036.64       | 5,419.58            | 732,762   | €12.905                       |
| 12   | Tây Hy Lạp | Patras       | 11,350.18       | 4,382.33            | 679,796   | €12.122                       |
| 13   | Tây Makedonías | Kozani       | 9,451           | 3,649               | 283,689   | €5.564                        |
| Stt  | Cộng hòa tự trị bán độc lập | Thủ phủ      | Diện tích (km²) | Diện tích (sq. mi.) | Dân số    | GDP (bn)                      |
| (14) | Ayion Oros | Karyes       | 390             | 151                 | 1,830     | —                             |

## Kinh tế

GDP bình quân đầu người của Hy Lạp từ năm 1833 đến năm 2018

Hy Lạp là một quốc gia phát triển có thu nhập cao.Tính đến  năm 2023, Hy Lạp có nền kinh tế lớn thứ 54 theo sức mua tương đương, đạt mức 417 tỷ đô la Mỹ. Hy Lạp là nền kinh tế lớn thứ 15 trong Liên minh châu Âu. GDP bình quân đầu người theo sức mua tương đương của Hy Lạp đạt 40.000 đô la Mỹ, xếp hạng thứ 51 trên thế giới.

### Các ngành kinh tế

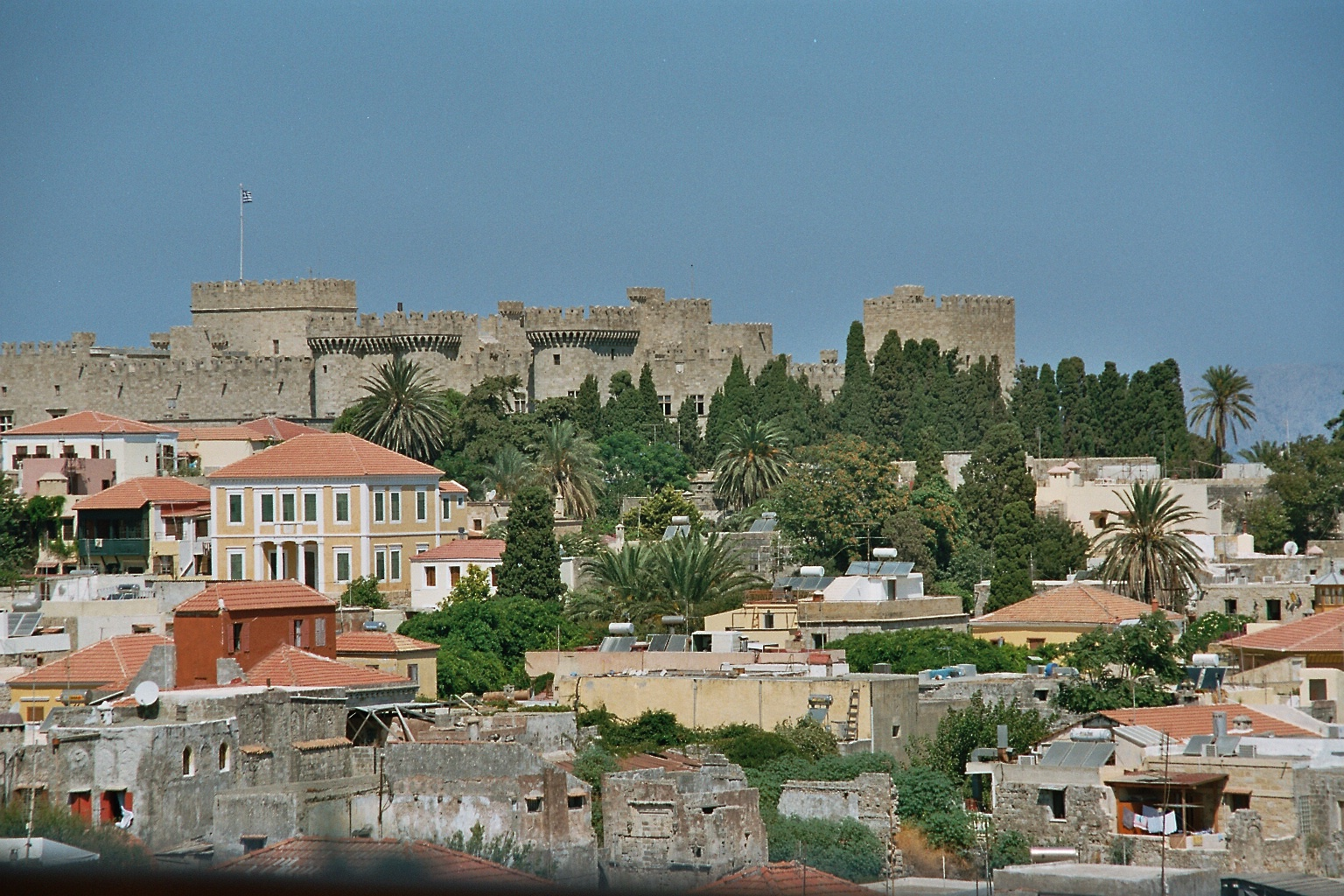
Đảo Rhodes, một trong những địa điểm du lịch hấp dẫn tại Hy Lạp

Dịch vụ chiếm một tỉ trọng quan trọng trong nền kinh tế Hy Lạp. Trong các ngành dịch vụ, Hy Lạp đặc biệt phát triển ngành du lịch, vốn là thế mạnh của nước này với rất nhiều khung cảnh thiên nhiên tươi đẹp và các công trình văn hóa lịch sử độc đáo. Du lịch là nguồn thu ngoại tệ chủ yếu của Hy Lạp và đóng góp tới 15% GDP, đồng thời tạo ra nhiều việc làm lớn cho người dân Hy Lạp. Năm 2005, Hy Lạp đón tiếp khoảng 18 triệu du khách quốc tế đến tham quan.
Bên cạnh đó, các ngành kinh tế khác như ngân hàng, tài chính, viễn thông, sản xuất các thiết bị công nghệ cao cũng phát triển mạnh tại Hy Lạp. Nước này cũng có lợi thế về kinh tế biển với rất nhiều cảng nước sâu và một ngành công nghiệp đóng tàu hùng mạnh. Các ngành công nghiệp quan trọng khác ở Hy Lạp là dệt, hóa chất, khai thác khoáng sản, chế biến thực phẩm. Nông nghiệp tuy chiếm tỉ trọng nhỏ song vẫn đóng một vai trò quan trọng trong nền kinh tế. Các loại cây trồng chủ yếu ở Hy Lạp là lúa mì, lúa mạch, ôliu, hoa hướng dương, cà chua, cam, chanh... Cơ cấu kinh tế của Hy Lạp như sau: dịch vụ chiếm 85,0%, công nghiệp 12,0% và nông nghiệp 3,0% .
Năm 2006, tốc độ tăng trưởng kinh tế của Hy Lạp đạt 4,3%, cao hơn so với mức trung bình của Liên minh châu Âu.
Tuy nhiên, vào năm 2010, Hy Lạp trải qua cuộc khủng hoảng tiền tệ nghiêm trọng, & lây lan sang các nước khác như Bồ Đào Nha, Cộng hoà Ireland,... Vì thế, chính phủ Hy Lạp đã phải sử dụng biện pháp Thắt lưng buộc bụng, nhưng không dược dân chúng ủng hộ nên đã liên tiếp xảy ra biểu tình. Giai đoạn 2011-2012 là giai đoạn tồi tệ nhất của cuộc khủng hoảng, trong đó vào năm 2011 GDP của Hy Lạp đã bị sụt giảm ở mức kỉ lục ̣-6,9%. Cũng trong năm đó, 111.000 công ty Hy Lạp bị phá sản (cao hơn 27% so với năm 2010) . Kết quả là, tỷ lệ thất nghiệp tăng mạnh, từ 7,5% trong tháng 9 năm 2008 lên mức cao kỷ lục 23,1% vào tháng 5 năm 2012, trong khi tỷ lệ thất nghiệp của thanh niên tăng từ 22,0% lên 54,9%. Tỷ lệ nợ công so với GDP năm 2014 là 177% GDP. Tỷ lệ này cao thứ ba thế giới sau Nhật Bản và Zimbabwe. Nợ công đạt ngưỡng đỉnh đẻm là 356 tỷ euro trong năm 2011; sau đó đã có sự suy giảm bởi một chương trình cứu trợ 305 tỷ euro vào năm 2012 nhưng vẫn tăng nhẹ trong những năm tiếp theo. Tỉ lệ nghèo đói gia tăng, khoảng 44% người Hy Lạp sống dưới mức nghèo khổ trong năm 2014 . Tác động của các biện pháp thắt lưng buộc bụng đối với người dân Hy Lạp là rất nghiêm trọng . Vào tháng 2 năm 2012, có khoảng 20.000 người Hy Lạp rơi vào tình trạng vô gia cư, và 20% các cửa hàng ở trung tâm thành phố Athens lịch sử bị bỏ trống.
Kinh tế Hy Lạp tăng trưởng trở lại sau sáu năm suy thoái vào quý II năm 2014, và là nền kinh tế phát triển nhanh nhất của khu vực châu Âu trong quý III năm đó.

### Ngoại thương
Năm 2006, Hy Lạp xuất khẩu khoảng 24,4 tỉ USD. Các mặt hàng xuất khẩu chủ yếu của Hy Lạp là thực phẩm, hàng chế tạo, dầu mỏ, hóa chất và vải vóc. Những thị trường xuất khẩu chính của nước này bao gồm Đức (13,2%), Ý (10,3%), Vương quốc Liên hiệp Anh và Bắc Ireland (7,5%), Bulgaria (6,3%) và Mỹ (5,3%).
Nhập khẩu năm 2006 của Hy Lạp đạt khoảng 59,1 tỉ USD. Các mặt hàng nhập khẩu của Hy Lạp bao gồm máy móc, phương tiện vận tải, nhiên liệu và hóa chất. Các thị trường nhập khẩu chính của nước này là Đức (13,3%), Ý (12,8%), Pháp (6,4%), Hà Lan (5,5%) và Nga (5,5%).
Đồng tiền chính thức của Hy Lạp là đồng euro.

## Nhân khẩu

### Dân số

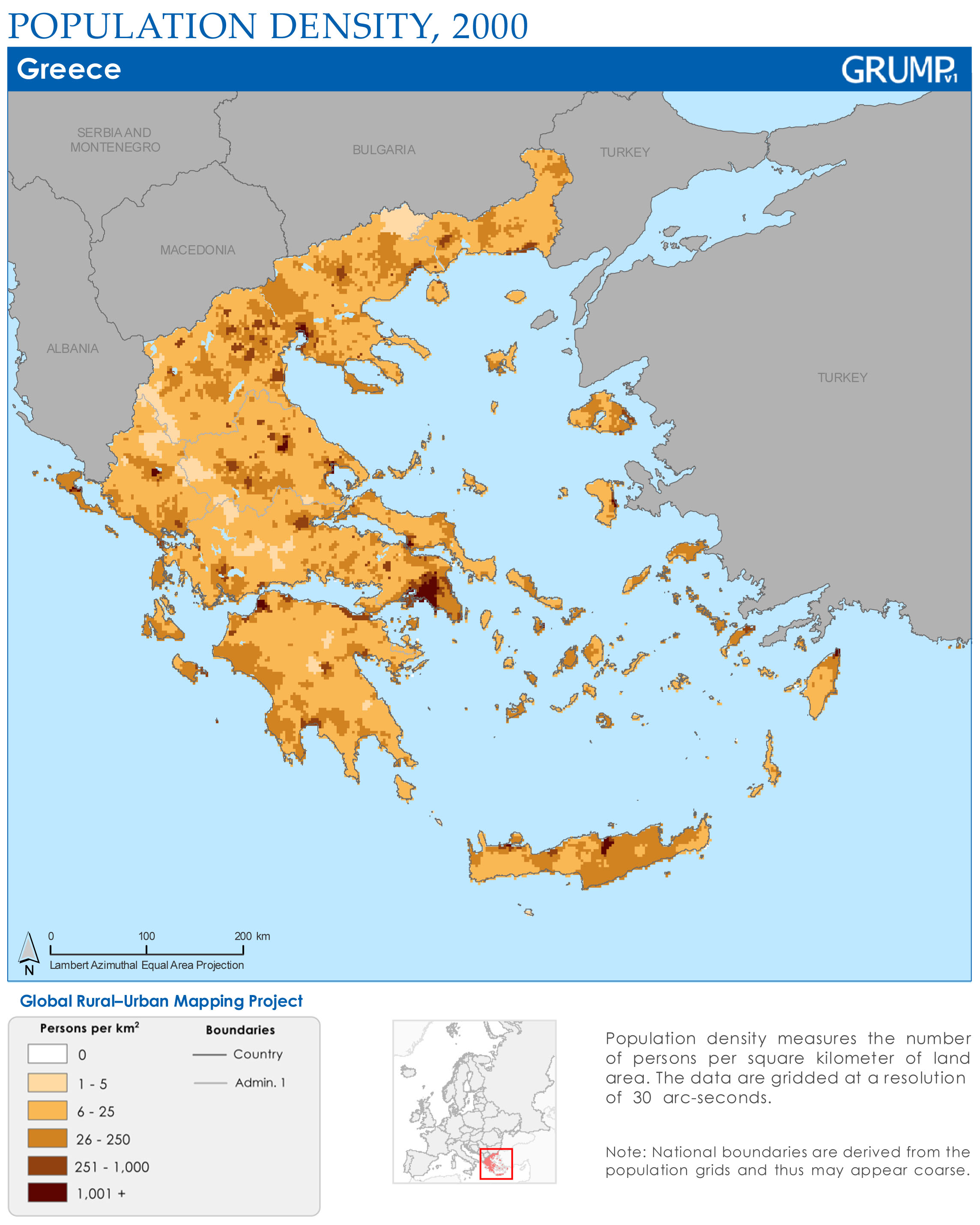
Mật độ dân số của Hy Lạp vào năm 2000

Năm 2022, dân số của Hy Lạp ước tính là 10.6 triệu người. Năm 2016, sinh suất của Hy Lạp là 8,5/1.000 người, trong khi tử suất là 11,2/1000 người.
Tốc độ gia tăng dân số của Hy Lạp hiện nay là 0,16%. Nhiều khả năng Hy Lạp sẽ phải đối mặt với tình trạng giảm dân số trong tương lai khi mà tỉ lệ tử tại nước này đã vượt quá tỉ lệ sinh. Dân cư Hy Lạp tăng lên chủ yếu do nhập cư.

### Đô thị
Gần hai phần ba dân số của Hy Lạp sinh sống tại các khu vực thành thị. Năm 2021, Athens (dân số 3.744.059 người) và Thessaloniki (dân số 1.092.919 người) là hai thành phố lớn nhất của Hy Lạp; Thessaloniki được gọi là "đồng thủ đô" (συμπρωτεύουσα, symprotévousa) của Hy Lạp. Những thành phố khác có ít nhất 100.000 người bao gồm Patras, Heraklion, Larissa, Volos, Ródos, Ioannina, Agrinio, Chania và Chalcis.

| 20 cities or towns lớn nhất tại Hy Lạp Điều tra dân số năm 2021 của Cục Thống kê Hy Lạp | 20 cities or towns lớn nhất tại Hy Lạp Điều tra dân số năm 2021 của Cục Thống kê Hy Lạp | 20 cities or towns lớn nhất tại Hy Lạp Điều tra dân số năm 2021 của Cục Thống kê Hy Lạp | 20 cities or towns lớn nhất tại Hy Lạp Điều tra dân số năm 2021 của Cục Thống kê Hy Lạp | 20 cities or towns lớn nhất tại Hy Lạp Điều tra dân số năm 2021 của Cục Thống kê Hy Lạp | 20 cities or towns lớn nhất tại Hy Lạp Điều tra dân số năm 2021 của Cục Thống kê Hy Lạp | 20 cities or towns lớn nhất tại Hy Lạp Điều tra dân số năm 2021 của Cục Thống kê Hy Lạp | 20 cities or towns lớn nhất tại Hy Lạp Điều tra dân số năm 2021 của Cục Thống kê Hy Lạp | 20 cities or towns lớn nhất tại Hy Lạp Điều tra dân số năm 2021 của Cục Thống kê Hy Lạp | 20 cities or towns lớn nhất tại Hy Lạp Điều tra dân số năm 2021 của Cục Thống kê Hy Lạp |
|                                                                                         | Hạng                                                                                    | Tên                                                                                     | Vùng                                                                                    | Dân số                                                                                  | Hạng                                                                                    | Tên                                                                                     | Vùng                                                                                    | Dân số                                                                                  |                                                                                         |
| --------------------------------------------------------------------------------------- | --------------------------------------------------------------------------------------- | --------------------------------------------------------------------------------------- | --------------------------------------------------------------------------------------- | --------------------------------------------------------------------------------------- | --------------------------------------------------------------------------------------- | --------------------------------------------------------------------------------------- | --------------------------------------------------------------------------------------- | --------------------------------------------------------------------------------------- | --------------------------------------------------------------------------------------- |
| Athens Thessaloniki                                                                     | 1                                                                                       | Athens                                                                                  | Attica                                                                                  | 3,155,000                                                                               | 11                                                                                      | Serres                                                                                  | Trung Makedonías                                                                        | 58,287                                                                                  | Patras Piraeus                                                                          |
| Athens Thessaloniki                                                                     | 2                                                                                       | Thessaloniki                                                                            | Trung Makedonías                                                                        | 815,000                                                                                 | 12                                                                                      | Alexandroupoli                                                                          | Đông Makedonía và Thráki                                                                | 57,812                                                                                  | Patras Piraeus                                                                          |
| Athens Thessaloniki                                                                     | 3                                                                                       | Patras                                                                                  | Tây Hy Lạp                                                                              | 177,071                                                                                 | 13                                                                                      | Xanthi                                                                                  | Đông Makedonía và Thráki                                                                | 56,122                                                                                  | Patras Piraeus                                                                          |
| Athens Thessaloniki                                                                     | 4                                                                                       | Piraeus                                                                                 | Attica                                                                                  | 168,151                                                                                 | 14                                                                                      | Katerini                                                                                | Trung Makedonías                                                                        | 55,997                                                                                  | Patras Piraeus                                                                          |
| Athens Thessaloniki                                                                     | 5                                                                                       | Heraklion                                                                               | Crete                                                                                   | 163,688                                                                                 | 15                                                                                      | Kalamata                                                                                | Peloponnesos                                                                            | 54,100                                                                                  | Patras Piraeus                                                                          |
| Athens Thessaloniki                                                                     | 6                                                                                       | Larissa                                                                                 | Thessaly                                                                                | 148,562                                                                                 | 16                                                                                      | Kavala                                                                                  | Đông Makedonía và Thráki                                                                | 54,027                                                                                  | Patras Piraeus                                                                          |
| Athens Thessaloniki                                                                     | 7                                                                                       | Volos                                                                                   | Thessaly                                                                                | 85,803                                                                                  | 17                                                                                      | Chania                                                                                  | Crete                                                                                   | 53,910                                                                                  | Patras Piraeus                                                                          |
| Athens Thessaloniki                                                                     | 8                                                                                       | Ioannina                                                                                | Ípeiros                                                                                 | 65,574                                                                                  | 18                                                                                      | Lamia                                                                                   | Trung Hy Lạp                                                                            | 52,006                                                                                  | Patras Piraeus                                                                          |
| Athens Thessaloniki                                                                     | 9                                                                                       | Trikala                                                                                 | Thessaly                                                                                | 61,653                                                                                  | 19                                                                                      | Komotini                                                                                | Đông Makedonía và Thráki                                                                | 50,990                                                                                  | Patras Piraeus                                                                          |
| Athens Thessaloniki                                                                     | 10                                                                                      | Chalcis                                                                                 | Trung Hy Lạp                                                                            | 59,125                                                                                  | 20                                                                                      | Ródos                                                                                   | Nam Aegea                                                                               | 49,541                                                                                  | Patras Piraeus                                                                          |

### Dân tộc
Các nhóm sắc tộc thiểu số chính của Hy Lạp là người Thổ Nhĩ Kỳ, người Slav, người Albania, người Armenia, người Do Thái.
Người Thổ Nhĩ Kỳ là cộng đồng thiểu số lớn nhất tại Hy Lạp với số lượng khoảng 74.000 người. Họ sinh sống tập trung ở tỉnh Thrace thuộc miền đông bắc Hy Lạp. Tuy những mâu thuẫn lịch sử giữa người Thổ Nhĩ Kỳ và người Hy Lạp vẫn còn tồn tại nhưng đa phần các nhóm dân này đều sống hòa thuận với nhau.
Người Slav phân bố chủ yếu ở miền bắc Hy Lạp và có nguồn gốc từ người Bulgaria và người Macedonia. Họ được phân chia thành hai nhóm tôn giáo chính là người Slav theo Chính thống giáo và người Slav theo Hồi giáo. Người Albania cũng là một nhóm dân lớn ở Hy Lạp, chủ yếu là những người Albania nhập cư sang để tìm việc làm. Người Do Thái thì từng có một cộng đồng dân cư rất lớn tại nước này, nhưng phần lớn họ đã bị giết hại bởi phát xít Đức trong Chiến tranh thế giới thứ hai hoặc nhập cư sang Israel và một số nước khác. Ngày nay cộng đồng Do Thái ở Hy Lạp chỉ còn rất ít với khoảng 5500 người, tập trung chủ yếu ở Thessaloniki. Ngoài ra ở Hy Lạp còn có một cộng đồng người Armenia khá đông đảo với khoảng 35.000 dân.

### Tôn giáo
Tôn giáo ở Hy Lạp (2017):

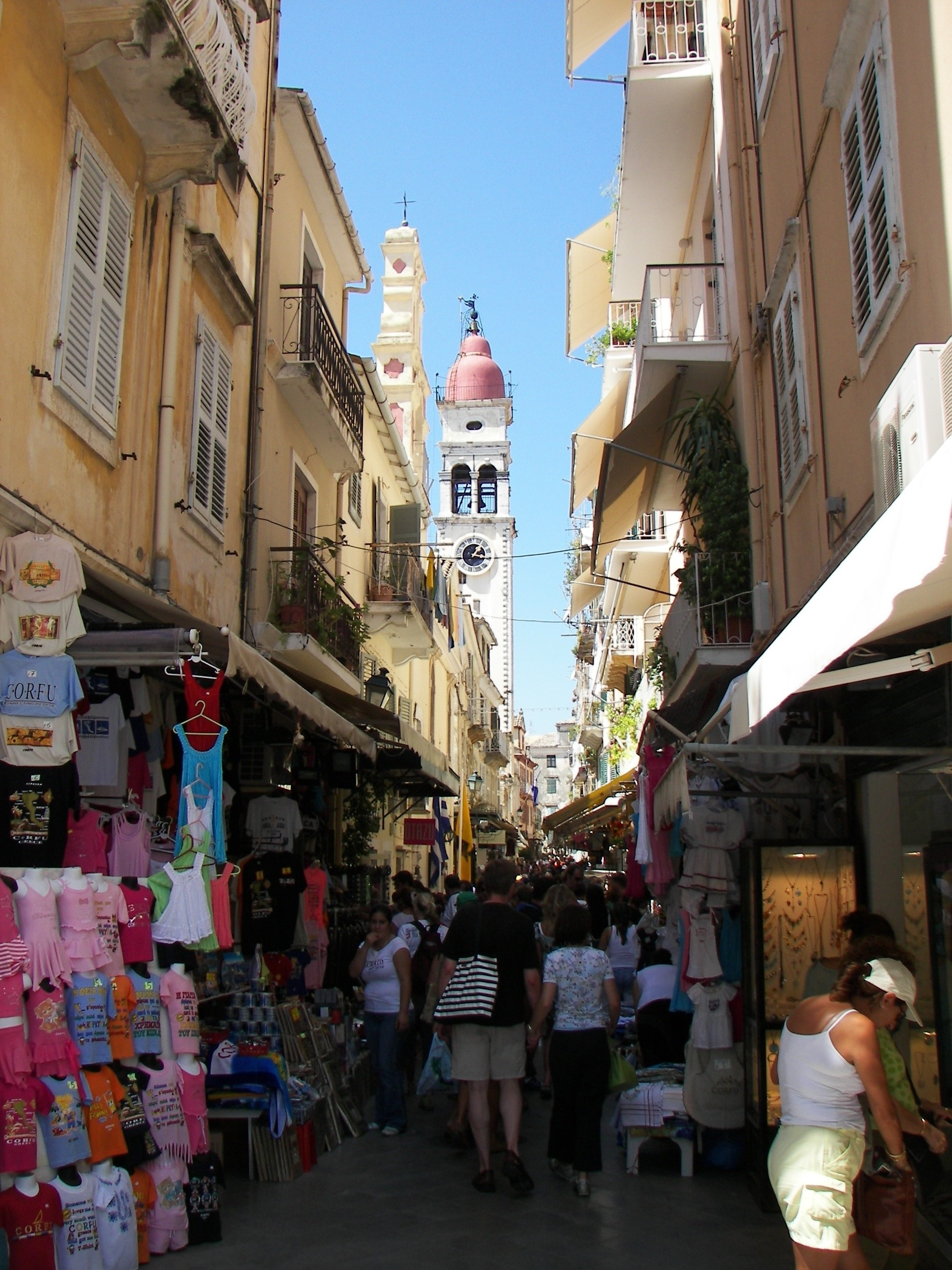
Một con phố ở trung tâm thành phố Corfu

Hiến pháp Hy Lạp công nhận Chính thống giáo Đông phương là "tôn giáo phổ biến" của Hy Lạp, nhưng đảm bảo quyền tự do tôn giáo. Chính phủ Hy Lạp không thống kê thành phần tôn giáo của dân số Hy Lạp. Theo Bộ Ngoại giao Hoa Kỳ, 97% dân số Hy Lạp theo Chính thống giáo Đông phương và tham gia Giáo hội Chính thống giáo Hy Lạp.

### Y tế
Hy Lạp thực hiện bảo hiểm y tế toàn dân theo mô hình Bismarck. Theo báo cáo của tổ chức phi chính phủ Save the Children vào năm 2013, Hy Lạp đứng thứ 19 trong số 176 quốc gia về chất lượng chăm sóc sức khỏe mẹ, trẻ sơ sinh. Tính đến  năm 2014, Hy Lạp có 124 bệnh viện công lập, bao gồm 106 bệnh viện đa khoa và 18 bệnh viện chuyên khoa, với tổng cộng 30.000 giường bệnh.
Tổng số chi tiêu về y tế tại Hy Lạp là 8,4% GDP vào năm 2015, so với trung bình của Liên minh châu Âu là 9,5%. Hy Lạp có tỷ lệ bác sĩ trên dân số cao nhất của bất cứ quốc gia OECD nào vào năm 2011 và tỷ lệ bác sĩ trên người bệnh cao nhất trong Liên minh châu Âu vào năm 2017.

Năm 2015, tuổi thọ trung bình tại Hy Lạp là 81,1 tuổi, cao hơn trung bình của Liên minh châu Âu là 80,6 tuổi. 33% dân số đảo Ikaria từ 90 tuổi trở lên và hòn đảo được phân loại là một Vùng xanh vì có tuổi thọ cao và tỷ lệ ung thư, bệnh tim mạch, bệnh mãn tính thấp.

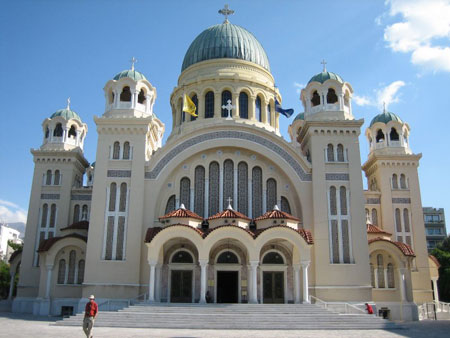
Nhà thờ chính tòa Thánh Andreas, Patras.

## Văn hóa
Hy Lạp là cái nôi của văn hóa phương Tây. Nền dân chủ hiện đại bắt nguồn từ quan niệm của văn hóa Hy Lạp về chính phủ do dân, quyền xét xử thông qua bồi thẩm đoàn và bình đẳng trước pháp luật. Hy Lạp cổ đại tiên phong nhiều lĩnh vực khoa học, bao gồm logic, sinh học, hình học, khoa học chính trị, địa lý, y học, sử học, triết học, vật lý học và toán học. Ngoài ra, Hy Lạp cổ đại phổ biến nhiều thể loại văn học quan trọng như sử thi, thơ trữ tình, lịch sử, bi kịch, hài kịch và chính kịch. Lý tưởng của văn hóa Hy Lạp về cái đẹp ảnh hưởng sâu đậm đến nghệ thuật phương Tây.

### Văn học
Đất nước Hy Lạp có một truyền thống văn học giàu có. Những bộ thiên sử thi Iliad và Odyssey là những tác phẩm văn học lớn đầu tiên của châu Âu. Hy Lạp cũng là nơi khởi nguồn của thể loại thơ trữ tình trong văn học phương Tây hiện đại. Vào thế kỷ VI trước Công nguyên, nhà văn Aesop đã viết những câu truyện ngụ ngôn mà ngày nay nổi tiếng toàn thế giới. Đất nước Hy Lạp cũng là nơi ra đời của nghệ thuật sân khấu với những tác phẩm như bộ ba bi kịch Oresteia của Aeschylus hay các vở hài kịch của nhà thơ Aristophanes. Cũng trong thời kỳ này, triết học Hy Lạp đã đạt đến đỉnh cao với những nhà triết học bậc thầy như Platon và Aristotle.
Trong thời kỳ Byzantine, nền văn học Hy Lạp đã chịu ảnh hưởng của khá nhiều dòng văn hóa khác nhau như Cơ đốc giáo, La Mã và phương Đông (tức Ba Tư). Giai đoạn này đánh dấu bởi sự phát triển của những tác phẩm thơ trào phúng.
Sau khi giành lại độc lập vào năm 1821, nền văn học Hy Lạp đã phát triển mạnh với những xu hướng cách mạng và chịu ảnh hưởng của Thời đại Khai sáng. Trong thế kỷ XX, đất nước Hy Lạp đã có rất nhiều nhà văn lớn. Hy Lạp từng có 2 nhà văn đoạt giải thưởng Nobel Văn học, đó là Giorgos Seferis vào năm 1963 và Odysseas Elytis vào năm 1979. Ngoài ra còn có một số nhà văn khác như Nikos Kazantzakis và Vassilis Vassilikos cũng có nhiều tác phẩm văn học nổi tiếng thế giới.

### Kiến trúc

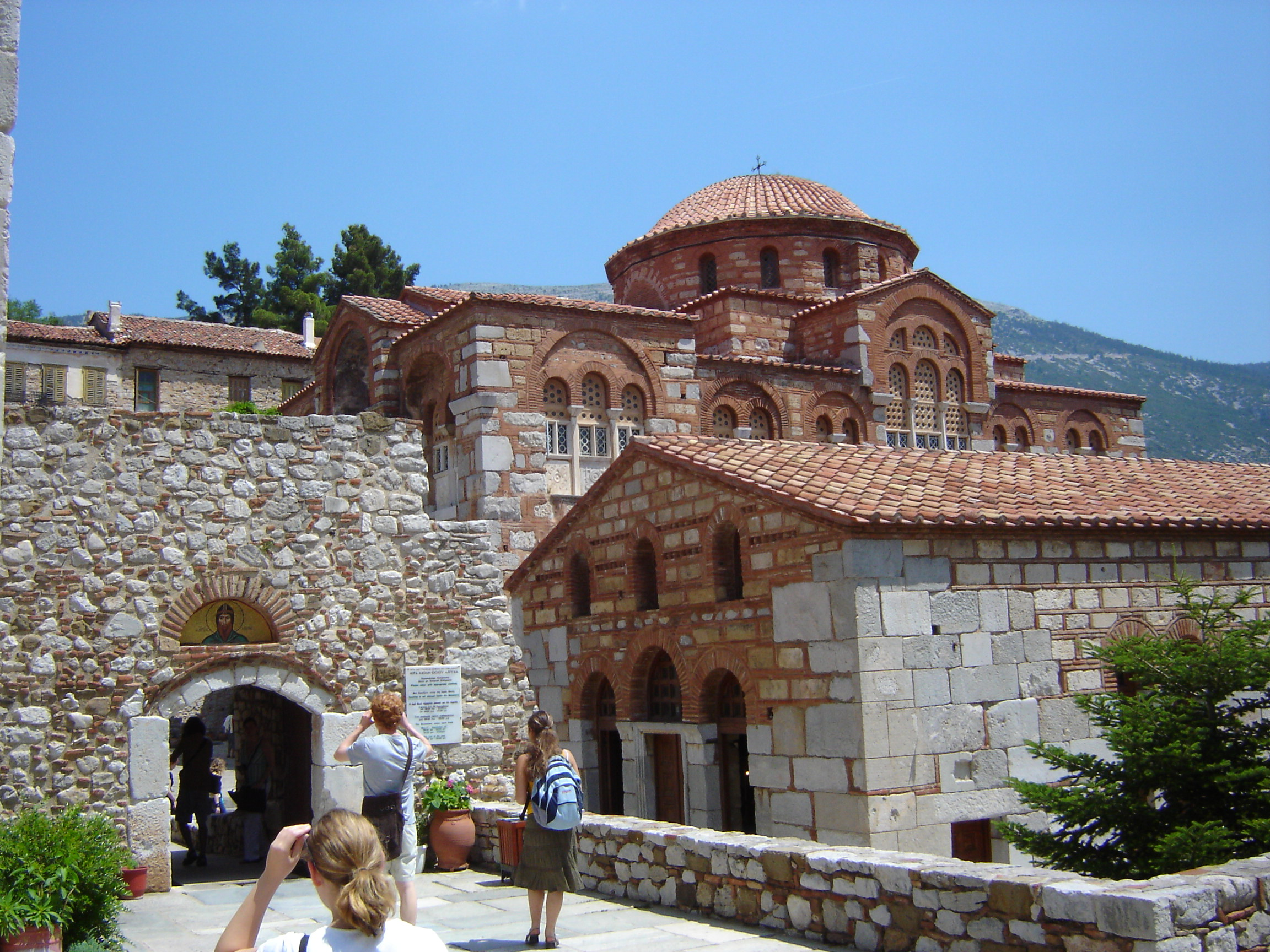
Tu viện Hosios Lukas với kiến trúc Byzantine

Kiến trúc Hy Lạp cổ đại đã phát triển rực rỡ với rất nhiều những đền đài, công trình công cộng còn tồn tại đến ngày nay. Thời kỳ này, các công trình được xây dựng chủ yếu bằng đá vôi và đá hoa cương. Có 3 phong cách kiến trúc Hy Lạp cổ chính với những nét đặc trưng riêng thể hiện trên những cột trụ: phong cách Doric với cột trụ trơn và khỏe khoắn, phong cách Ionic mềm mại, duyên dáng và phong cách Corinthian cầu kỳ, trang nhã.
Phong cách kiến trúc Byzantine cũng có ảnh hưởng khá lớn tại Hy Lạp với những công trình kiến trúc như các nhà thờ, tu viện có dạng mái vòm độc đáo. Sau khi Hy Lạp giành được độc lập, trường phái kiến trúc Tân Byzantine được phát triển mạnh. Bên cạnh đó còn có sự phát triển của dòng kiến trúc Tân Cổ điển. Cũng như nhiều quốc gia châu Âu khác, Hy Lạp ngày nay có nhiều công trình mang phong cách hiện đại, đặc biệt là tại những thành phố lớn.

### Ẩm thực

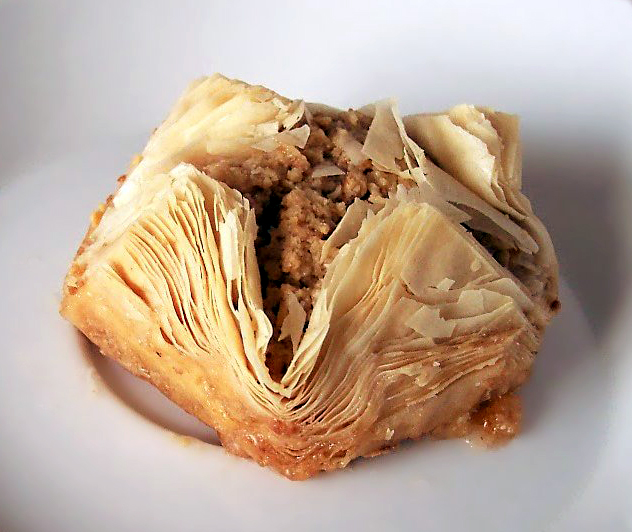
Một đĩa bánh baklava

Ẩm thực Hy Lạp rất đa dạng và phong phú, đồng thời chịu ảnh hưởng của nhiều dòng ẩm thực khác nhau như của miền nam nước Pháp, Ý và Trung Đông. Dầu ôliu là loại hương liệu đặc trưng và có mặt trong hầu hết các món ăn của Hy Lạp. Cây lương thực chủ yếu của Hy Lạp là lúa mì, song bên cạnh đó còn có lúa mạch. Các loại rau xanh được dùng phổ biến tại đây là cà, cà chua, khoai tây, đậu xanh, ớt xanh và hành. Mật tại Hy Lạp được chế biến chủ yếu từ mật của các loại hoa, đặc biệt là từ họ cam quýt.
Các món ăn của Hy Lạp thường được chế biến với rất nhiều loại hương liệu như rau kinh giới, hành, tỏi, thì là, bạc hà, quế... Thịt cừu và thịt dê khá phổ biến tại Hy Lạp, nhưng thịt bò thì hiếm hơn. Các món cá cùng rất phổ biến, đặc biệt là tại những vùng duyên hải và đảo của Hy Lạp. Nước này cũng có rất nhiều loại phó mát được chế biến khác nhau.

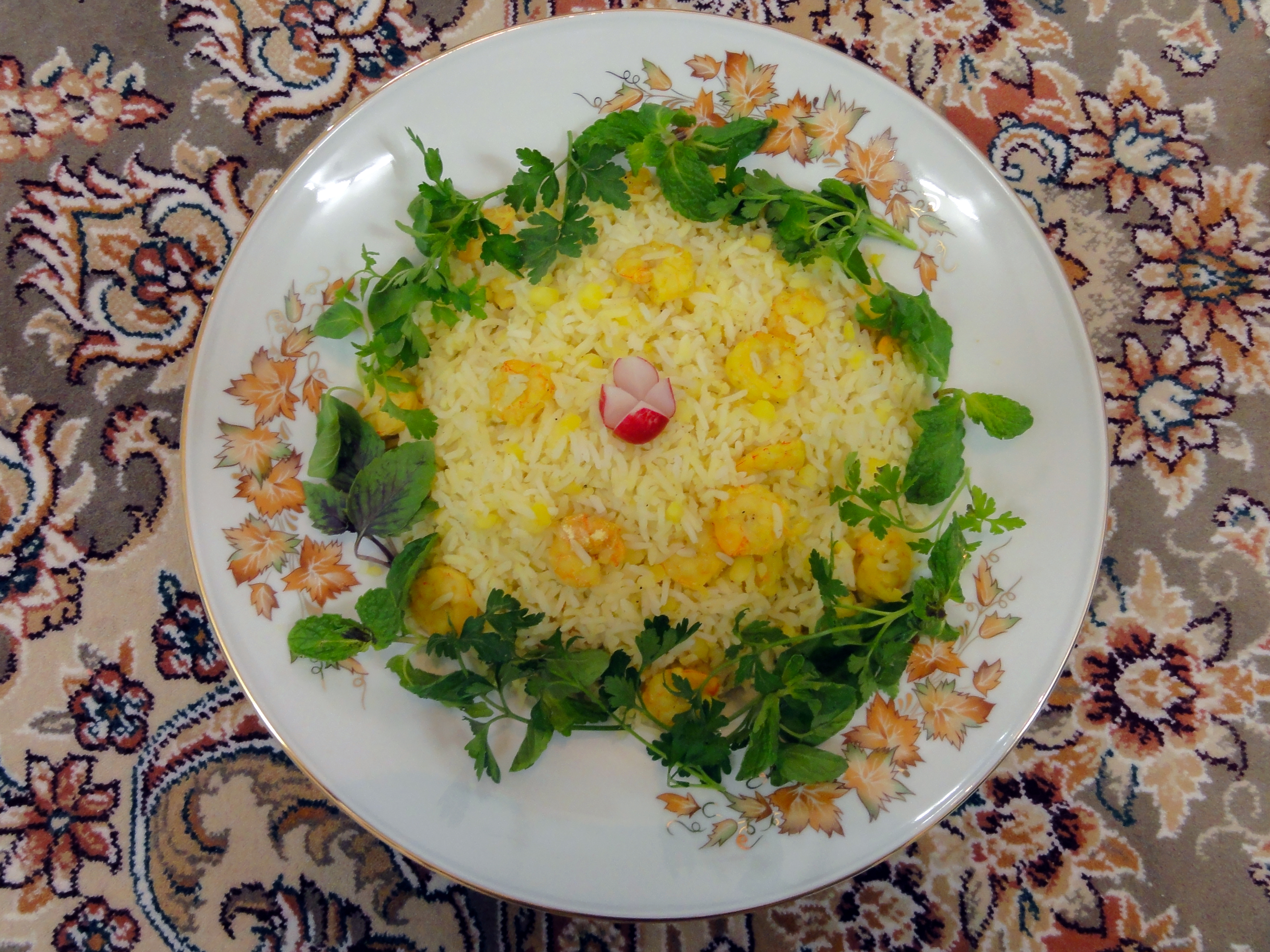
Mì trộn rau cosmos.

Các món khai vị thường được phục vụ với bánh mì và rượu. Pho mát feta được làm từ sữa cừu và sữa dê là một món khai vị truyền thống tại nước này. Hy Lạp cũng có rất nhiều món súp như avgolemono, fasolada, magiritsa... Baklava là món bánh ngọt phổ biến tại đây, bên cạnh đó có món bánh mì tsoureki được ăn vào dịp Lễ Phục sinh. Có rất nhiều món ăn truyền thống của Hy Lạp có nguồn gốc từ nước ngoài.

### Thể thao
Hy Lạp là một đất nước có truyền thống về thể thao. Đây là nơi ra đời của Thế vận hội vào năm 776 trước Công nguyên. Vào năm 1896, Thế vận hội hiện đại đầu tiên cũng được tổ chức tại thành phố Athens của nước này.
Hai môn thể thao phổ biến nhất tại Hy Lạp là bóng đá và bóng rổ. Năm 2004, đội tuyển bóng đá quốc gia Hy Lạp đã xuất sắc vượt qua Bồ Đào Nha và để đoạt chức vô địch châu Âu. Ba câu lạc bộ bóng đá thành công nhất tại Hy Lạp là Panathinaikos, Olympiacos, và AEK Athens.
Đội tuyển bóng rổ quốc gia Hy Lạp được đánh giá là một trong những đội mạnh nhất trên thế giới. Đội tuyển bóng rổ của Hy Lạp đã từng 2 lần vô địch châu Âu vào các năm 1987 và 2005.